# Aesthetic Perfection

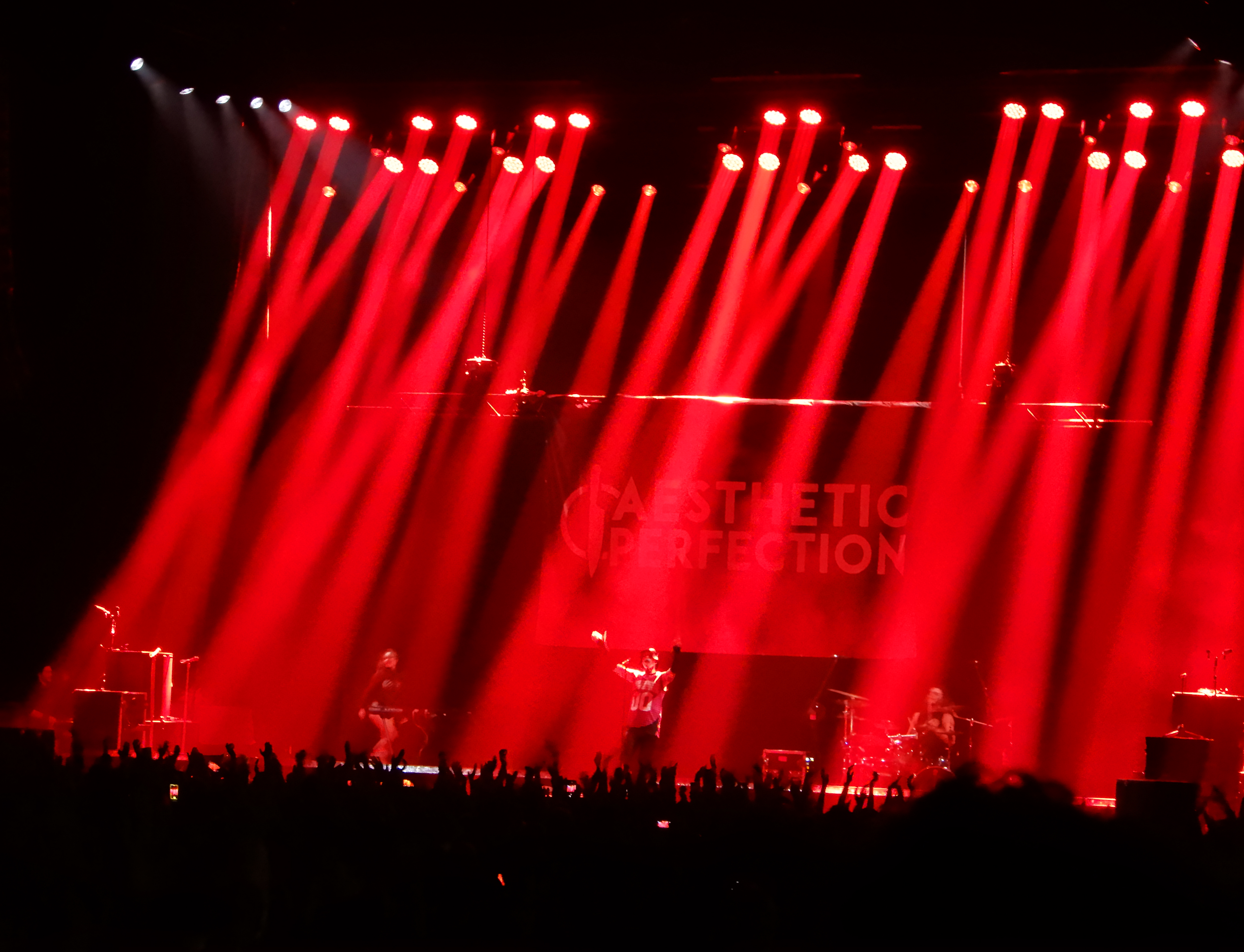
En première partie de Till Lindemann, Paris 2023.

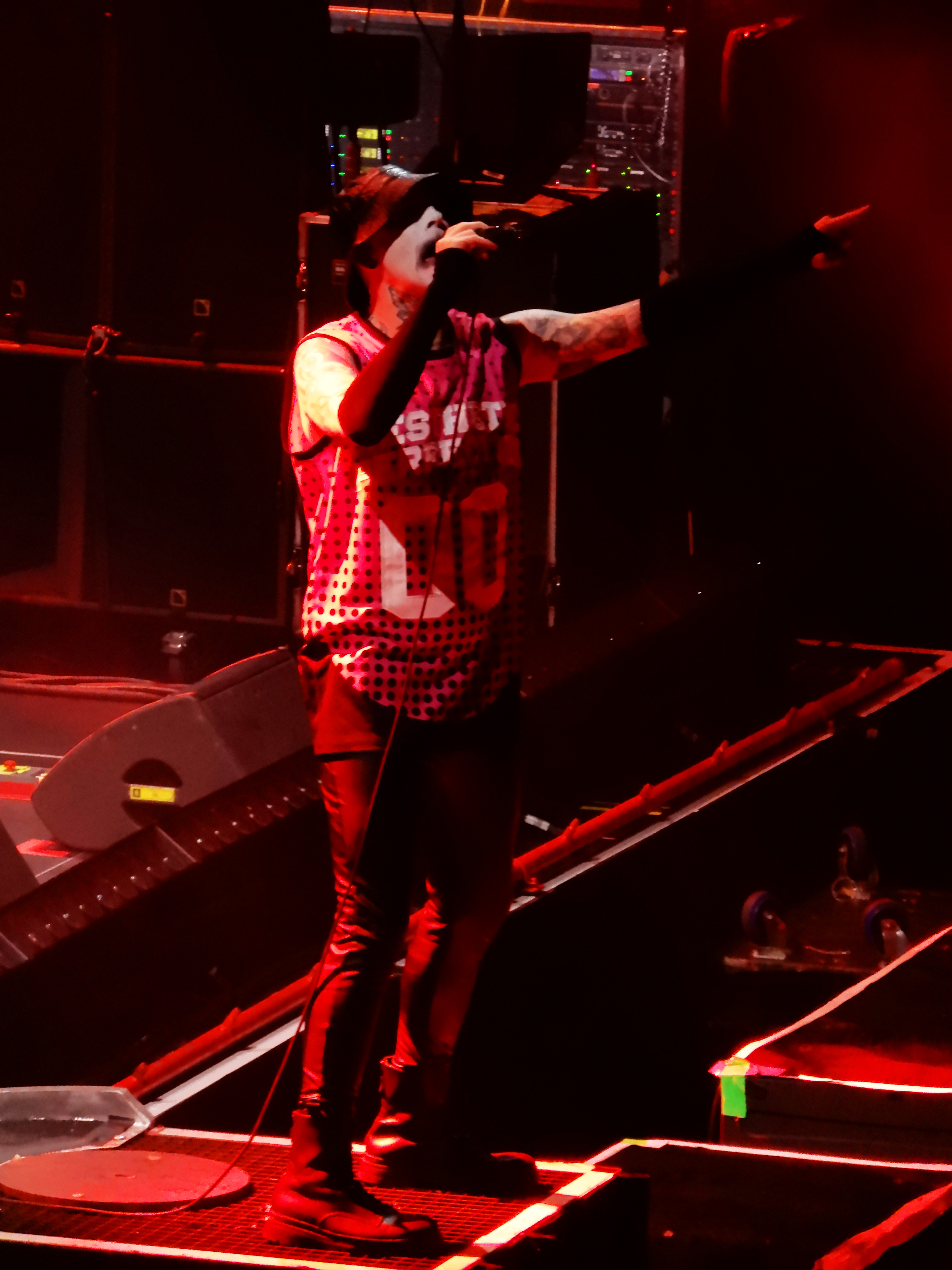
Daniel Graves, Stuttgart 16 décembre 2023.

Aesthetic Perfection est un groupe américain de musique électronique.

## Histoire
Le groupe est formé par Daniel Graves en 2000 à Los Angeles, en Californie, avant de s'installer à Linz, en Autriche. Aesthetic Perfection était auparavant signé directement par Metropolis Records aux États-Unis et Out of Line Records en Europe, jusqu'à ce que Graves décide de le faire tourner sur son label discographique indépendant Close to Human Records. De plus, le groupe était sous licence Gravitator Records en Russie et Death Watch Asia au Japon.
Le troisième album du groupe, All Beauty Destroyed, sort le 4 novembre 2011 en Europe et le 8 novembre 2011 aux États-Unis. Le 29 mars 2019, Aesthetic Perfection sort son sixième album, Into the Black. Contrairement aux albums précédents qui sont publiés par des labels, Into the Black auto-édité. Selon Graves, il s'agissait d'une démarche intentionnelle visant à faire fonctionner le groupe sans l'intervention d'un label, en raison de la conviction que le modèle de l'industrie du label était « en train de mourir ». Il parle de son expérience des difficultés liées aux tournées, notamment les revenus minimes, les problèmes logistiques et les arrangements contractuels qui exigent que le groupe prenne en charge de nombreux coûts qui ne sont récupérés que si la tournée est réussie. 

## Membres

### Membres actuels
- Daniel Graves – chant, claviers, programmation (depuis 2000)
- Joe Letz – batterie en direct (États-Unis, depuis 2018)
- Constance Antoinette Day – claviers, guitares, basse (depuis 2021)

### Anciens membres
- Elliott Berlin – claviers live, synthétiseurs (2010-2020), claviers live, synthétiseurs, guitares, basse, thérémine (2019-2020)
- Tim Van Horn[7] – batterie (2009-2017)
- David Dutton[7] – claviers live (2008-2010, 2014-2017)

## Discographie

### Albums studio
- 2005 : Close to Human (Out of Line/Bractune Records)
- 2008 : A Violent Emotion (Out of Line/Bractune Records, sorti en 2009 chez Gravitator Records, puis au Japon chez Deathwatch Asia)
- 2011 : All Beauty Destroyed (Out of Line/Bractune Records)
- 2014 : Til Death (Soulfood/Metropolis Records)
- 2015 : Blood Spills Not Far from the Wound (Soulfood/Metropolis Records)
- 2015 : Imperfect
- 2017 : The Devil's in the Details
- 2019 : Into the Black
- 2022 : MMXXI
- 2025 : Closer To Human (Close To Human 20th Anniversary)

### Singles et EP
- 2011 : All Beauty Destroyed
- 2013 : Big Bad Wolf
- 2015 : Never Enough
- 2016 : LAX
- 2016 : Love Like Lies
- 2017 : Rhythm + Control
- 2018 : Ebb and Flow
- 2020 : Lockdown
- 2020 : Pet Sematary
- 2021 : S E X
- 2021 : Party Monster
- 2021 : Automaton
- 2021 : Dead Zone
- 2021 : Gravity
- 2021 : Happy Face
- 2021 : A New Drug
- 2021 : American Psycho
- 2021 : BETRAYER
- 2021 : Bark at the Moon
- 2021 : Save Myself
- 2021 : Lonesome Ghosts
- 2023 : Summer Goth
- 2023 : Toxic